# Campeonato Mundial de Ciclismo en Pista de 2025
El CXXII Campeonato Mundial de Ciclismo en Pista se celebrará en Santiago (Chile) entre el 22 y el 26 de octubre de 2025 bajo la organización de la Unión Ciclista Internacional (UCI) y la Federación Deportiva Nacional de Ciclismo de Chile.
Originalmente, el campeonato se iba a disputar en San Juan (Argentina), pero la federación de este país renunció a la organización por problemas financieros.
Las competiciones se realizarán en el Velódromo Peñalolén de la capital chilena.